# 三都岛
三都岛是位于中国福建省宁德市蕉城区的一座海岛，为三都镇人民政府所在地，属于三都澳港湾的一部分，现有9个行政村，常住人口1.3万多人。岛上拥有哥特式教堂和修女院等欧洲建筑。

## 地理
三都岛地势起伏不定，面积26.94平方公里，岛岸线总长29.2公里，最高峰黄湾山高461米，南北长4.9公里，东西长10.6公里。三都岛气候温和，平均气温为18°C。最热的月份是8月，为24°C，最冷的月份是1月，为11°C。年平均降雨量为2,105毫米。最潮湿的月份是8月，降雨量为322毫米，最干燥的月份是10月，降雨量为52毫米。